# Thijmen Goppel
Thijmen Goppel (* 16. Februar 1997 in Leiderdorp) ist ein niederländischer Fußballspieler. Er ist als Stürmer oder variabel auf der rechten Außenbahn einsetzbar und steht gegenwärtig in Indonesien bei Bali United unter Vertrag.

## Karriere
Goppel kam am 16. Februar 1997 in der Gemeinde Leiderdorp, wo auch der niederländische Nationalspieler Matthijs de Ligt geboren wurde, in der Provinz Zuid-Holland auf die Welt und begann mit dem Fußballspielen beim SV Alkmania im nur unweit seines Geburtsorts gelegenen Oude Wetering. 2007 wechselte er zu den Alphense Boys aus Alphen aan den Rijn, mit rund 70.000 Einwohnern größer als Leiderdorp und Oude Wetering, bevor es ihn in das Nachwuchsleistungszentrum der NEC Nijmegen aus Nijmegen, der größten Stadt der Provinz Gelderland, zog. Dort spielte Goppel für die U19 sowie für die Reservemannschaft und wechselte dann zu ADO Den Haag, für das er ab 2017 spielte.
Am 21. Oktober 2017 debütierte er im Alter von 20 Jahren als Profi in der Eredivisie, als er beim 2:0-Auswärtssieg gegen die VVV-Venlo eingesetzt wurde. Goppel kam in der regulären Saison zu 14 Einsätzen und stand dabei achtmal in der Startformation, ADO Den Haag qualifizierte sich am Ende für die Play-offs um die Teilnahme an der UEFA Europa League, wo der Verein aus der Residenzstadt gegen Vitesse Arnheim ausschied. In der Folgesaison spielte er im Ligaalltag in 22 Partien, jedoch stand er in keinem der Spiele in der Anfangsformation. Kurz nach Beginn der Saison 2019/20 wechselte Goppel zum Zweitligisten MVV Maastricht und eroberte sich da einen Stammplatz, wobei er zumeist als rechter Außenstürmer eingesetzt wurde. Wegen der COVID-19-Pandemie wurde die Saison abgebrochen, die MVV beendete die Spielzeit auf dem 15. Tabellenplatz.
Zur Saison 2020/21 wechselte er innerhalb der Provinz Limburg zum Ligakonkurrenten Roda JC Kerkrade. Auch hier erkämpfte sich Goppel einen Stammplatz und wurde zunächst als Mittelstürmer, danach als rechter Außenstürmer eingesetzt. Mit Roda qualifizierte er sich für die Auf-und-Abstiegs-Play-offs, wo sich der Verein zunächst gegen De Graafschap durchsetzte (dabei schoss Goppel zwei Tore), jedoch im Halbfinale an seinem alten Verein NEC Nijmegen scheiterte.
Im Juli 2021 wechselte Goppel nach Deutschland zum Drittligisten SV Wehen Wiesbaden, bei dem er bis zum 30. Juni 2023 gültigen Vertrag unterschrieb. Relativ schnell erkämpfte er sich einen Stammplatz als rechter Mittelfeldspieler und kam in seiner ersten Saison in der Liga zu 35 Einsätzen – er hatte dabei 30 Mal das Startelfmandat erhalten –, in denen er vier Tore erzielte und acht weitere Treffer vorbereitete. Die Wiesbadener hatten in dieser Saison Tuchfühlung auf die Plätze um den Aufstieg – der erste und der zweite Platz berechtigen zum direkten Aufstieg, der Drittplatzierte spielt gegen den 16. der Zweiten Bundesliga –, belegte aber zum Saisonende den achten Platz. In der Folgesaison waren Goppel und sein Verein im Kampf um den Zweitligaaufstieg verwickelt und mit einem 1:0-Sieg am letzten Spieltag gegen den Halleschen FC sah eigentlich alles nach einem direkten Aufstieg in die Zweitklassigkeit aus, da im Parallelspiel der VfL Osnabrück mit 0:1 gegen die Zweitvertretung von Borussia Dortmund zurücklag. Die Niedersachsen drehten aber das Spiel in der Nachspielzeit zu ihren Gunsten und zogen somit noch an den Wiesbadenern vorbei, während diese in die Relegation gegen den Zweitligisten mussten. In diese war Arminia Bielefeld der Gegner und nach einem 4:0-Sieg im Hinspiel sowie einem 2:1-Erfolg im Rückspiel stieg Goppel mit dem SV Wehen Wiesbaden in die Zweite Bundesliga auf. Verletzungsbedingt kam dieser aber nur zu 18 Partien. Im Unterhaus war Goppel über weite Strecken der Saison Stammspieler als rechter Mittelfeldspieler und war dort nach dem 13. Spieltag noch Siebter, doch in der Folgezeit rutschte der SVWW wieder in den Abstiegskampf und musste zum Saisonende wieder in die Relegation gegen den Drittligisten. Dort scheiterten sie mit einem 1:1-Unentschieden im Hinspiel sowie einer 1:2-Niederlage im Rückspiel am SSV Jahn Regensburg und stiegen somit nach einem Jahr wieder in die Dritte Liga ab. Im Sommer 2025 verließ er Wehen Wiesbaden und schloss sich dem indonesischen Verein Bali United an.